# Wienerfilharmonikernas nyårskonsert 1973
Wienerfilharmonikernas nyårskonsert 1973 räknas som den 33:e Nyårskonserten från Wien och ägde rum den 1 januari 1973 i Wiens Musikverein. Den dirigerades för 19:e gången gången av Willi Boskovsky. Det var den 15:e nyårskonserten vars 2:a del sändes på TV via Eurovision. Den sändes också för åttonde gången på Intervision, TV-föreningen för de tidigare socialistiska staterna.

## Historia
Strikt räknat var det Wienerfilharmonikernas 28:e nyårskonsert, eftersom det inte var förrän 1946 som Josef Krips introducerade denna titel, som behölls 1947 och därefter. Dessutom var det den 34:e Årsskifteskonserten, då det vid årsskiftet 1939/40 gavs en Außerordentliches Konzert (extraordinär konsert) av Wienerfilharmonikerna, som dock ägde rum på nyårsafton 1939. Från 1941 dirigerades den av Clemens Krauss, med undantag för åren 1946 och 1947 då Krauss förbjöds att dirigera på grund av sin närhet till nazistregimen och ersattes av Josef Krips.
Efter Clemens Krauss död 1954 valdes Willi Boskovsky enhälligt av orkestermedlemmarna till positionen som permanent dirigent för nyårskonserten, som han dirigerade för första gången 1955 (och fram till 1979). Willi Boskovsky är ihågkommen för att han dirigerade stora delar av konserten (mestadels valserna), med violinstråken och fiolen vilande på höften (emellanåt låg den på ett litet bord bredvid dirigentpulten). Han använde ytterst sällan en taktpinne.
Enskilda musikstycken ackompanjerades av balettinspelningar. Medlemmar ur baletten i Wiener Staatsoper dansade och koreografin gjordes av Alois Mitterhuber.
Den andra delen av nyårskonserten sändes på TV. Det var ett Eurovision-program gemensamt producerat av österrikiska ORF och Zweite Deutsches Fernsehen (ZDF) sedan 1970. Genom ett samarbete 1966 med Intervision – en institution jämförbar med Eurovision i dåtidens socialistiska länder – sändes Wienerfilharmonikernas nyårskonsert till Albanien, Polen, Tjeckoslovakien, Östtyskland, Rumänien och Ungern.
Förutom i Österrike sändes programmet i Belgien, Västtyskland, Frankrike, Storbritannien, Italien, Nederländerna, Sverige, Schweiz, Finland, Norge, Spanien, Danmark, Luxemburg, Portugal, Irland och Jugoslavien. Det överfördes till andra icke-europeiska länder (Australien för första och enda gången 1970 och inga icke-europeiska stater 1971) som Brasilien, Hong Kong, Singapore och Taiwan.
1973 började regelbundna TV-sändningar över hela världen, vilka har varit en integrerad del av nyårskonserterna sedan dess. Från början enbart den andra delen och från 1991 hela konserten. I andra icke-europeiska länder (Australien 1970 för första gången och enda gången, inget nytt land 1971 och fyra icke-europeiska stater 1972) sändes denna konsert från 1973 (i alfabetisk ordning) till Algeriet, Argentina, Australien, Chile, Costa Rica, Ecuador, El Salvador, Guatemala, Honduras, Hong Kong, Israel, Japan, Sydkorea, Marocko, Mauritius, Mexiko, Peru, Singapore, Taiwan, Uruguay, USA och Venezuela. Totalt sändes det i 39 stater, den största räckvidden för en nyårskonsert dittills.

## Program

### 1:a delen
1. Johann Strauss den yngre: Ouvertyr till operetten Der Zigeunerbaron
2. Josef Strauss: Sphärenklänge, Vals, op. 235
3. Johann Strauss den äldre: Piefke und Pufke, Polka, op. 235
4. Eduard Strauß: Luftig und duftig, Polka schnell, op. 206*
5. Johann Strauss den yngre: Liebeslieder, Vals, op. 114
6. Johann Strauss den yngre: Spanischer Marsch, op. 433
7. Johann Strauss den yngre: Tritsch-Tratsch, Polka schnell (sic)**, op. 214

### 2:a delen
1. Johann Strauss den yngre: Ouvertyr till operetten Der Karneval in Rom*
2. Johann Strauss den yngre: Herzenskönigin, Polka française, op. 445*
3. Johann Strauss den yngre: Künstlerleben, Vals, op. 316
4. Johann Strauss den yngre: Lob der Frauen, Polka mazur, op. 315*
5. Johann Strauss den yngre: Freikugeln, Polka schnell, op. 326
6. Johann Strauss den yngre: Im Krapfenwaldl, Polka française, op. 336
7. Eduard Strauß: Ohne Bremse, Polka schnell, op. 238*
8. Josef Strauss: Delirien, Vals, op. 212
9. Josef Strauss: Auf Ferienreisen, Polka schnell, op. 133

### Extranummer
1. Johann Strauss den yngre: Éljen a Magyar!, Polka schnell, op. 332
2. Johann Strauss den yngre: An der schönen blauen Donau, Vals, op. 314
3. Johann Strauss den äldre: Radetzkymarsch, op. 228

Verkförteckningen och verkens ordning finns på Wienerfilharmonikernas webbplats.
De verk markerade med * stod för första gången på programmet till en nyårskonsert.
*Tritsch-Tratsch-Polka är  ingen "Polka schnell" (Snabbpolka) i egentlig mening, den beteckningen användes Johann Strauss den yngre först med op. 281 (Vergnügungszug (Polka schnell)).

## Weblänkar
- Programmet till nyårskonserten 1973 på wienerphilharmoniker.at